# Северино Реиха
Северино Реиха Васкез (Луго, Галиција, 25. новембар 1938) бивши је фудбалер из Шпаније који је играо као дефанзивац.
Учествовао је са националним тимом на ФИФА-ином светском првенству 1962., Европском купу 1964. и ФИФА-ином светском првенству 1966. године.